# Luis Buñuel
Luis Buñuel Portolés (Calanda, 22. veljače 1900. – Ciudad de México, 29. srpnja 1983.), španjolski filmski redatelj
Nadrealističkim filmovima Andaluzijski pas, Zlatno doba i dokumentarcem Zemlja bez kruha izazvao je žučne polemike, a posljednji je bio i zabranjen. Nakon 1938. godine snimao je u SAD-u, Meksiku i Francuskoj. Filmove karakterizira izravna polemika s temeljnim pretpostavkama građanskog društva, snažan protest protiv raznih oblika nasilja u tom društvu, antiklerikalizam. 

## Život i djelo
Španjolac, ali francusko-meksički redatelj, jedinstvena pojava svjetskog filma. Ujedno i najznačajniji predstavnik filmske avangarde i nadrealističke struje. Luis Buñuel rođen je u mjestu Calanda u španjolskoj pokrajini Aragon 22. veljače 1900. godine. Luis je bio najstarije od sedmero djece imućnog trgovca iz aragonskog gradića. Kao dijete odlazi u Zaragozu, glavni grad te pokrajine, u kojem pohađa isusovačku školu. Na nagovor oca, u Madridu upisuje i studira agronomiju, no ubrzo će se ipak odlučiti za književnost i filozofiju. Zanima ga entomologija, znanost o kukcima, morbidni svijet detalja u koji će prodirati do kraja svojeg stvaralaštva. Usporedo uspješno se amaterski bavi boksom. U to doba naučio je i hipnotizirati, a proučavao je i Freudovu psihoanalizu. Obožavam san - kaže Bunuel - čak i onda kada su moji snovi more, što je najčešći slučaj, i ta luda ljubav prema snu, oslobođena svakog pokušaja da se objasni, jedna je od dubokih sklonosti koji su me približe nadrealizmu. U Madridu se upoznao i s filmom. Tako je član prvog španjolskog kino kluba i piše filmske kritike i pjesme. No, za njega je tada vjerojatno najznačajnija suradnja s krugom mislilaca i umjetnika koji teže općoj preobrazbi španjolskog društva, s krugom kojem pripada i Federico Garcia Lorca. Odlazak u Pariz godine 1925. predstavlja novi stupanj njegova sazrijevanja. To je grad u kojem će se zacrtati njegovi umjetnički pogledi i filmske perspektive. Druži se sa svojim brojnim zemljacima, prilazi krugu nadrealista u kojem su slikar Salvador Dali i književnik André Breton, ali i po tri puta na dan odlazi u kino. Bez trunke dvojbe - kaže Bunuel - za film sam se definitivno odlučio nakon filma Fritza Langa "Umorna smrt", i to osobito zbog prizora u kojem se vidi dolazak čovjeka u crnom šeširu u jedno flamansko selo; odmah sam znao da je riječ o smrti. Tu odluku učvrstili su još dva Langova filma Nibelunzi i Metropolis.
U Parizu počinje i Bunuelovo stvaralaštvo. Asistiranjem u filmu Pad kuće Usher Jeana Epsteina, prema priči Edgara Allana Poea, završila se njegova - nazovimo je tako - pretkarijera. Godine 1928. režira, sa Salvadorom Dalijem, jedino remek djelo filmskog nadrealizma - Andaluzijski pas. To je djelo, prema Bunuelu, nastalo iz susreta jednog njegovog sna s Dalijevim. Taj novi, filmski san počinje najstravičnijim detaljem u povijesti filma - rezanjem oka koje simbolizira nadrealističko htijenje da se prekine nasljeđivati i iskrivljavati gledanje na svijet. Sličnu senzaciju, još veći skandal i zabranu, izazvao je sljedeći samostalno režirani film Zlatno doba (1930.) u kojem se sadržaji iz prvijenca obogaćuju ciničnom kritikom građanstva. Pojavom zvučne tehnologije mijenja poetiku filma, ali Bunuel ostaje i dalje opsjednut nadrealizmom. To pokazuje i njegov dokumentarni film Zemlja bez kruha (1932.) u kojem se prikaz strašnih uvjeta života u jednom dijelu Španjolske osnažuje nadrealističkom simbolikom. No, taj film čini se značajnijim zbog autorova političkog angažmana. To je zapravo djelo prosvjeda: nezadovoljan zaostalošću domovine, okrenut budućnosti, Bunuel se ubrzo pridružuje republikancima i sudjeluje u nekim pokušajima rada na filmu. Nakon poraza republikanaca u građanskom ratu 1939. godine odlazi u dugotrajni egzil.
Bunuel dolazi u New York gdje radi u filmskom odjelu Muzeja moderne umjetnosti i tamo prevodi filmove na španjolski i sa španjolskog jezika. Do 1945. godine živi na rubu oskudice. No, ono što je možda još gore on tada za filmsko stvaralaštvo već punih trinaest godina jednostavno ne postoji. I tada se događa nešto čemu je u svijetu filma teško naći odgovarajuću usporedbu. Nakon tako duge apstinencije, godine 1946., prihvaća poziv producenta Dancigersa da režira igrane filmove u Meksiku, u kinematografiji koja je tada bila malo iznad provincijalne razine. Za Buñuela počinje potpuno nova karijera, nešto u čemu nema nikakvog iskustva. Filmovi stvarani u Parizu bili su ekskluzivni u svakom pogledu: proizvodi alternativne produkcije, namijenjeni plakat za film Dnevnik sobarice probranoj publici, predodređeni za povijest i teorije filma. Od njih se nije očekivao veći utržak, a sada u godini 1946. Buñuel mora misliti i o toj neumoljivo svjetovnoj dimenziji filma. U Meksiku se Bunuel najprije okušava u tamošnjim žanrovima, mješavini melodrame, plitkih komedija i folklora. Međutim, film Zaboravljeni donosi mu nagradu za režiju na filmskom festivalu u Cannesu 1951. godine. Time se Buñuel vraća na pozornicu svjetskog filma i nakon još nekoliko filmova koji predstavljaju vrhunce meksičke proizvodnje dobiva 1956. ponudu francuskih producenata. Vraća se zato u Pariz i uz još nekoliko filmova meksičke i španjolske proizvodnje. Nakon toga njegov dalji rad priprada opusu francuskog filma.
Rapidno rastuća gluhoća kao da mu uopće ne smeta, prosječno svaki drugi film kritika zna ocijeniti kao remek djelo. Nazarin (1958.), parafraza Kristova života prema romanu Pereza Galdosa donosi mu specijalnu nagradu u Cannesu. Virdijana koja se pamti po citatu Leonardove Posljednje večere njegov je prvi španjolski film i Buñuelov obračun s institucijom milosrđa kao najlicemjernijim socijalnim palijativom donosi mu Grand Prix na istom festivalu godine 1961. Anđeo uništenja (1962.) oduševit će svođenjem nadrealističke simbolike ne samo jedan zahvat u vrlo realistično datoj radnji: iz neobjašnjivog razloga likovi ne mogu prijeći prag sobe - čime je naznačena nemoć buržoazije da se u bilo čemu promijeni. U Dnevniku sobarice (1963.) obračunat će se pak s fašistoidnošću malograđana i niže srednje klase. Ubrzo zatim odlučuje snimati filmove u boji od kojih su neki doista slikovno raskošni. Za film Ljepotica dana dobiva nagradu Zlatni lav na venecijanskom filmskom festivalu 1967. godine. Nakon ovog filma Buñuel stvara i drugi film španjolske proizvodnje - Tristan u kojem glumi njegov omiljeni glumac Fernand Rey. Poslije tog filma slijedi 1972. i Oscar za najbolji strani film. Pred smrt Bunuel piše pismo Salvadoru Daliju. Zbog suprotnih političkih pogleda, ali i zbog nametljive nazočnosti Dalijeve muze Gale, njih su se dvojica već davno posvađali. Sada se Bunuel odlučio na pomirenje što je Dali i prihvatio. Javio se Buñuel i Fritz Lang. Godine 1972. prvi i posljednji puta susreli su se jedan gluhi i jedan slijepi velikan filma. I tada sam mu rekao o odlučujućoj ulozi koju su njegovi filmovi odigrali u izboru mojega života, i zamolio sam ga - što nije moj običaj - za posvetu na jednoj fotografiji., kazuje od vlastitih nekonvencionalnosti već vjerojatno umoran Bunuel.
Zanemari li se neutvrdiva uloga Buñuela u stvaranju nekih filmova za vrijeme španjolskog građanskog rata on je režirao 32 filma: jedan dokumentarni, 29 igranih te dva koja se opiru svakom poznatom svrstavanju. Od igranih svega dva - Virdijanu i Tristana - povjesničari priznaju kao španjolske, uvrštavajući ih istodobno među deset najuspjelijih filmova španjolske kinematografije. U tim filmovima Buñuel prikazuje licemjerje, prazninu, posesivnost svih vrsta, pervertiranost i amoralnost svijeta. Napokon, Buñuel kao Španjolac ne može zapostaviti ni pitanje vjere. U zemlji u kojoj svećenstvo ima veoma važnu ulogu - po Buñuelovu mišljenju negativnu - neizbježno je pokazati stajalište o tome. Buñuel je izrazito antiklerikalan, ali tek rijetko polemizira s vjerom kao takvom. On ne podnosi praksu Božjih pastira. Prema njemu ona zna biti u suglasju s nazadnim silama. Bunuel je ateist, no to se u njegovim djelima najviše očituje kao nemoć traženja Boga, i bilo kojeg uporišta. Nekršćansko u njegovim filmovima jest nedostatak nade i utjehe, no s njima se u Španjolskoj i previše manipuliralo. Budući da odbijam prihvatiti da postoji božanski tvorac čije mi djelo ostaje tajanstvenije od tajne, ostaje mi da živim u izvjesnoj tami. Izbarao sam svoje mjesto: ono je u tajni. - kaže Buñuel. Buñuel se razočarao u ljevičarskim političkim programima, a sumnjičav je bio i prema znanosti jer ona želi sve objasniti, i umjesto njenih pravila on se odlučuje za slučajnost. Uzroci slučaja su tajanstveni, slučaj oslobađa mašta, a mašta je - smatra - prva čovjekova prednost.
Kao i gotovo svaka avangarda koja se opire fabuli kao proizvodu preživjele građanske umjetnosti, i Bunuel najprije zazire od fabuliranja, od filma s pričom, dok kasnije, u igranim filmovima, izbjegava lančanu radnju, a ponekad i realističko motiviranje. Kako bilo taj najveći filmski nadrealist jedan je od najžešćih kritičara suvremenog građanskog društva te jedan od tvoraca erotskog filma. Stvorivši remek djela u toliko različitim filmskim razdobljima - nijemom i zvučnom filmu, dokumentarnom, igranom i eksperimentalnom, u nadrealizmu, neorealizmu, klasičnom fabularnom filmu, političkom filmu, modernizmu i postmodernizmu - Bunuel je tvorac opusa koji je jedinstven i kako rekapitulacija i kao osobni komentar cijele povijesti filma od kraja 1920-ih do kraja 1970-ih godina. Luis Buñuel preminuo je 29. srpnja 1983. godine u glavnom gradu Meksika - Ciudad de Méxicu.

## Odabrana filmografija
- "Andaluzijski pas" (Un chien andalou, 1929.)
- "Zlatno doba" (L'âge d'or, 1930.)
- Zemlja bez kruha (Las Hurdes, 1933.)
- Zaboravljeni (Los olvidados, 1950.)
- Kći obmane (La hija del engaño, 1951.)
- Grubijan (El bruto, 1953.)
- On (Él, 1953.)
- Orkanski visovi (Abismos de pasión, 1954.)
- Robinson Crusoe (1954.)
- Zločinački život Archibalda de la Cruz (La vida criminal de Archibaldo de la Cruz, 1955.)
- To se zove zora (Cela s'appelle l'aurore, 1956.)
- Smrt u vrtu (La mort en ce jardin, 1956.)
- Nazarín (1959.)
- Groznica silazi u El Pau (La fièvre monte a El Pao, 1959.)
- Djevojka (La joven, 1960.)
- Viridiana (1961.)
- Anđeo uništenja (El ángel exterminador, 1962.)
- Dnevnik jedne sobarice (Le journal d'une femme de chambre, 1964.)
- Šimun iz pustinje (Simón del desierto, 1965.)
- Ljepotica dana (Belle de jour, 1967.)
- Mliječni put (La Voie Lactée, 1969.)
- Tristana (1970.)
- Diskretni šarm buržoazije (Le charme discret de la bourgeoisie, 1972.)
- Fantom slobode (Le fantôme de la liberté, 1974).
- Taj mračni predmet želje (Cet obscur objet du désir, 1977.)

## Vanjske poveznice
- Luis Buñuel u internetskoj bazi filmova IMDb-u (engl.)
- [neaktivna poveznica] na Filmski leksikon
- Filmski institut Luis Buñuel  Arhivirana inačica izvorne stranice od 27. rujna 2009. (Wayback Machine)
- Senses of Cinema: Great Directors Critical Database